# Edward Villiers, 1:e earl av Jersey
Edward Villiers, 1:e earl av Jersey, född 1656, död den 25 augusti 1711, var en brittisk diplomat, dotterson till Theophilus Howard, 2:e earl av Suffolk, kusin till hertiginnan av Cleveland, farfar till Thomas Villiers, 1:e earl av Clarendon.
Villiers stod i hög gunst hos Vilhelm III och drottning Maria, för vilken hans mor varit uppfostrarinna. 
Villiers blev 1697 ambassadör i Haag och var samma år engelsk fredsunderhandlare i Rijswijk. 
Han upphöjdes 1691 till viscount Villiers och 1697 till earl av Jersey samt blev 1698 ambassadör i Paris.
År 1699 blev han statssekreterare, men avskedades 1704 av drottning Anna och invecklades därefter i jakobitiska stämplingar.